# Wald, Baden-Württemberg
Wald là một thị xã nằm ở huyện Sigmaringen, thuộc bang Baden-Württemberg, Đức.

## Hành chính
| Huy hiệu       | Làng           | Dân số(2010) | Diện tích |
| -------------- | -------------- | ------------ | --------- |
| Wald           | Wald (thủ phủ) | 843          | 827,47 ha |
| Glashütte      | Glashütte      | 97           | 178,66 ha |
| Hippetsweiler  | Hippetsweiler  | 201          | 348,73 ha |
| Kappel         | Kappel         | 105          | 334,66 ha |
| Reischach      | Reischach      | 67           | 217,61 ha |
| Riedetsweiler  | Riedetsweiler  | 83           | 203,61 ha |
| Rothenlachen   | Rothenlachen   | 38           | 217,26 ha |
| Ruhestetten    | Ruhestetten    | 174          | 643,29 ha |
| Sentenhart     | Sentenhart     | 340          | 575,80 ha |
| Walbertsweiler | Walbertsweiler | 639          | 839,57 ha |